# Massive Assault: Phantom Renaissance
Massive Assault: Phantom Renaissance (укр. Масована атака: Ілюзія відродження) — науково-фантастична покрокова тактична відеогра і третя частина серії Massive Assault, розроблена білоруською компанією Wargaming та випущена DreamCatcher Interactive. Під час Галактичної революції ви можете стати на бік Союзу Вільних Націй або Примарної Ліги, щоб вирішити результат конфлікту.

## Назва
У деяких регіонах відеогра відома під різними назвами:
- У Північній Америці гра відома під назвою Massive Assault: Domination або просто Domination
- У Росії гра відома під назвою Massive Assault: Расцвет лиги (видана компанією Акелла)

## Сюжет
Гра є сиквелом покрокової стратегії Massive Assault. В основі сюжету лежить відновлений глобальний конфлікт між Лігою і Союзом, що розгортається у віддалених космічних колоніях.

## Ігровий процес
Продовжуючи в сюжеті та ігроладі основні традиції класичної версії Massive Assault, сиквел Massive Assault: Phantom Renaissance має кілька відмінностей:
- 2 нових режими: «Кар'єра» і «Штурм»
- 10 нових планет, включених у світові війни
- 20 сценаріїв для режиму самітної гри з новими типами місій
- 10 нових юнітів
- Режим онлайн-гри в стилі RTS
- Удосконалений штучний інтелект
- Покращений тривимірний рушій
- Нові візуальні ефекти
- Оновлена графіка юнітів
- Сумісність із Massive Assault Network
- Підтримка локальної мережі

## Сприйняття

### Огляди
Massive Assault: Phantom Renaissance отримала загалом прийнятні відгуки від критиків. Американське видання IGN оцінили гру на 7.2 з 10. Французьке видання Jeuxvideo.com поставили відеогрі 14/20 балів. Російське видання Absolute Games дали оцінку 92 %.